# Chet Baker
Chesney Henry „Chet“ Baker, Jr. (23. prosince 1929, Yale, Oklahoma, USA – 13. května 1988, Amsterdam, Nizozemsko) byl americký jazzový trumpetista, zpěvák a hráč na křídlovku. Spolupracoval například se saxofonistou Paulem Desmondem V roce 1987 byl uveden do Big Band and Jazz Hall of Fame.